# 軽井沢・プリンスショッピングプラザ
軽井沢・プリンスショッピングプラザ（かるいざわプリンスショッピングプラザ）は、長野県北佐久郡軽井沢町にある西武不動産が運営するショッピングモール（アウトレットモール）である。軽井沢プリンスホテルに隣接する。
プリンスホテルが所有し、西武不動産へ賃貸を行っている。

## 概要
北陸新幹線（長野新幹線）の軽井沢駅への延伸を見据えてオープンした。
かつてゴルフ場（軽井沢プリンスホテルゴルフコースの半分の9ホール分）があった場所に設置された。そのため、ゴルフコースをそのまま残した広大な「芝生の広場」があり、それを囲むようにEast、New East、New East Garden Mall、軽井沢味の街、West、New Westの6つの店舗群が配置されている。

## 沿革
- 1995年7月22日 - 軽井沢・プリンスショッピングプラザ開業（ウエスト）。
- 1997年
  - 7月12日 - 軽井沢・プリンスショッピングプラザ「イースト」開業。
  - 10月1日 - 北陸新幹線（長野新幹線）高崎駅 - 長野駅間が開業。
- 1999年7月2日 - 軽井沢・プリンスショッピングプラザ「ニューウエスト」開業。
- 2000年12月20日 - 軽井沢・プリンスショッピングプラザ「ニューウエスト」増床、アイマックスシアター、レストラン街「軽井沢 味の街」開業。
- 2004年4月28日 - 軽井沢・プリンスショッピングプラザ「ニューイースト」、ワールドトイミュージアム開業。
- 2007年3月31日 - アイマックスシアター閉館。
- 2007年11月26日 - ワールドトイミュージアム閉館。
- 2008年11月14日 - 軽井沢・プリンスショッピングプラザ「ニューイースト・ガーデンモール」開業。

## 店舗
East、New East、New East Garden Mall、軽井沢味の街、West、New Westの6つのエリアから構成される。
合計217店舗。うちアウトレット店舗137店、飲食店舗30店。以下は主な店舗。

### East
- ナイキ ファクトリーストア
- アディダス ファクトリーアウトレット
- キムカツ ぷれみあむ
- フェニックス・カッパ
- エドウイン アウトレットショップ

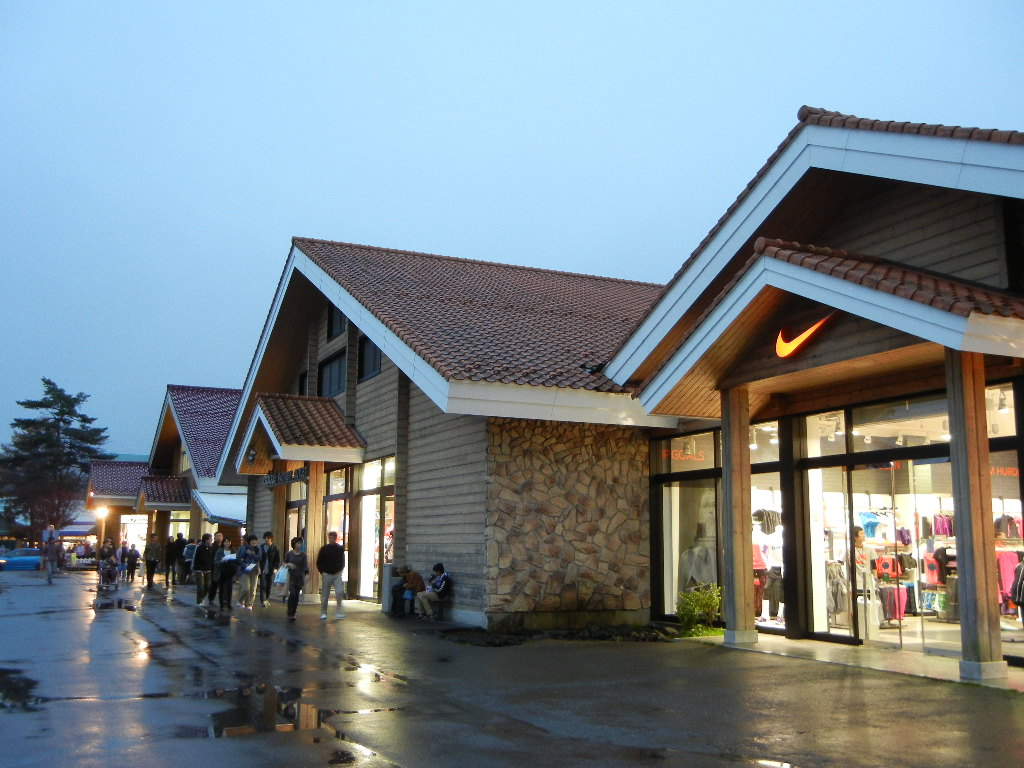
East

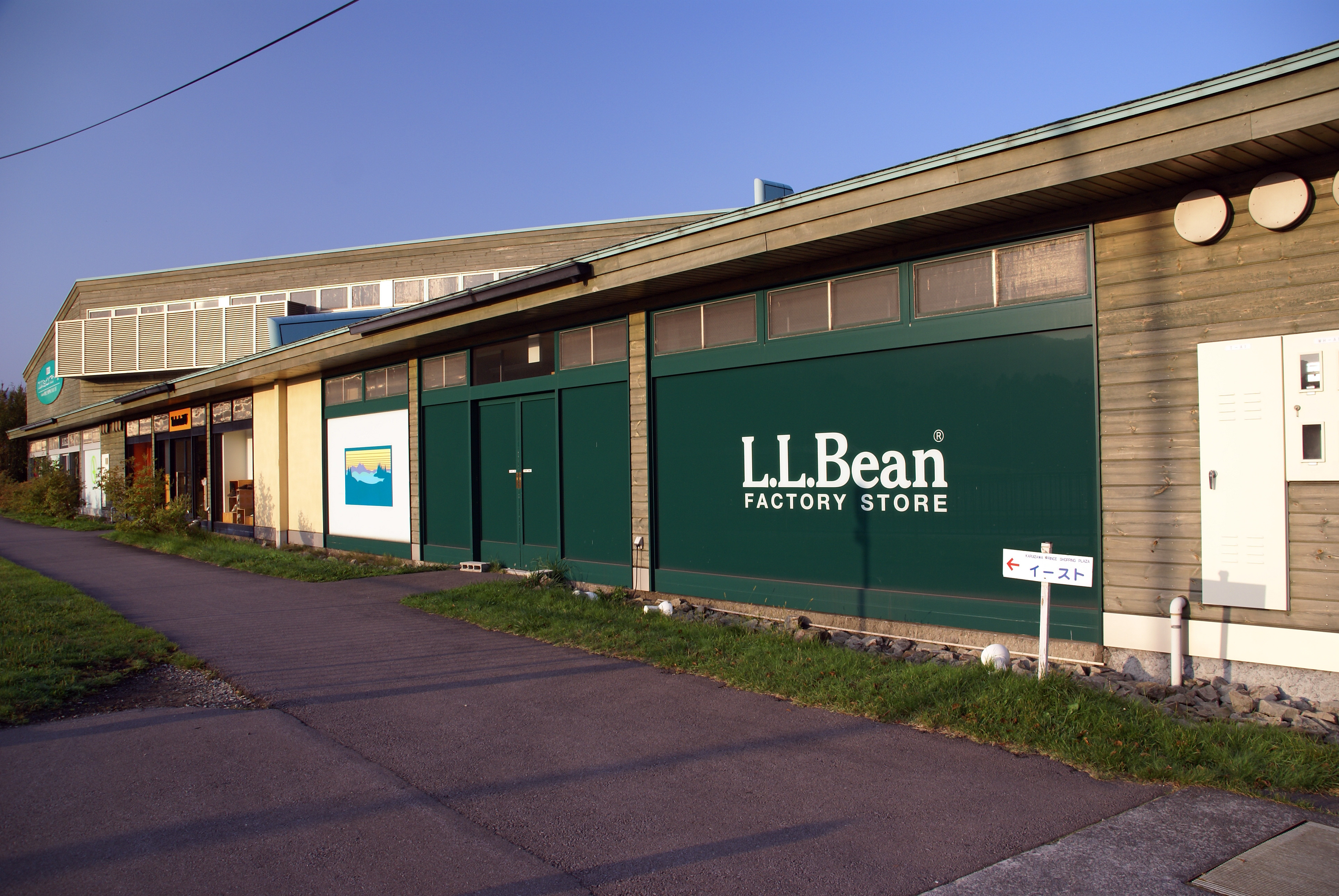
East

- ザ・ノース・フェイス（英語版 The North Face）
- バートン・グラビス
- エディー・バウアー・アウトレット
- パーリー・ゲイツ
- アンダーアーマー ファクトリーハウス
- サムソナイトアウトレット
- エレッセ
- エルエルビーン ファクトリー ストア
- ティンバーランド
- エーグル
- コロンビア・スポーツウェア（英語版 Columbia Sportswear）
- コールマンショップ
- サロモン アークテリクスファクトリーアウトレット

### New East
- アディダスブランドコアストア軽井沢

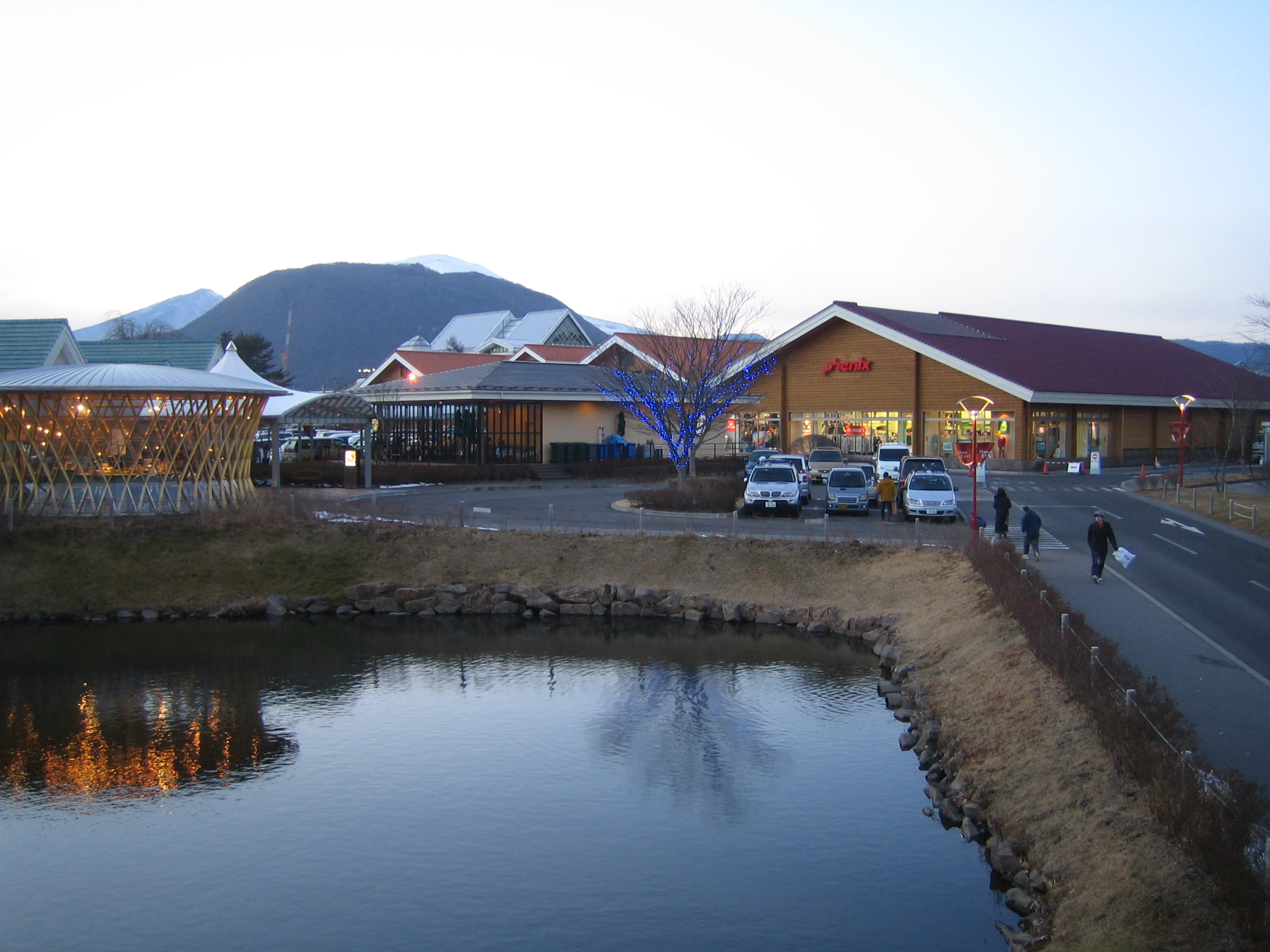
New East

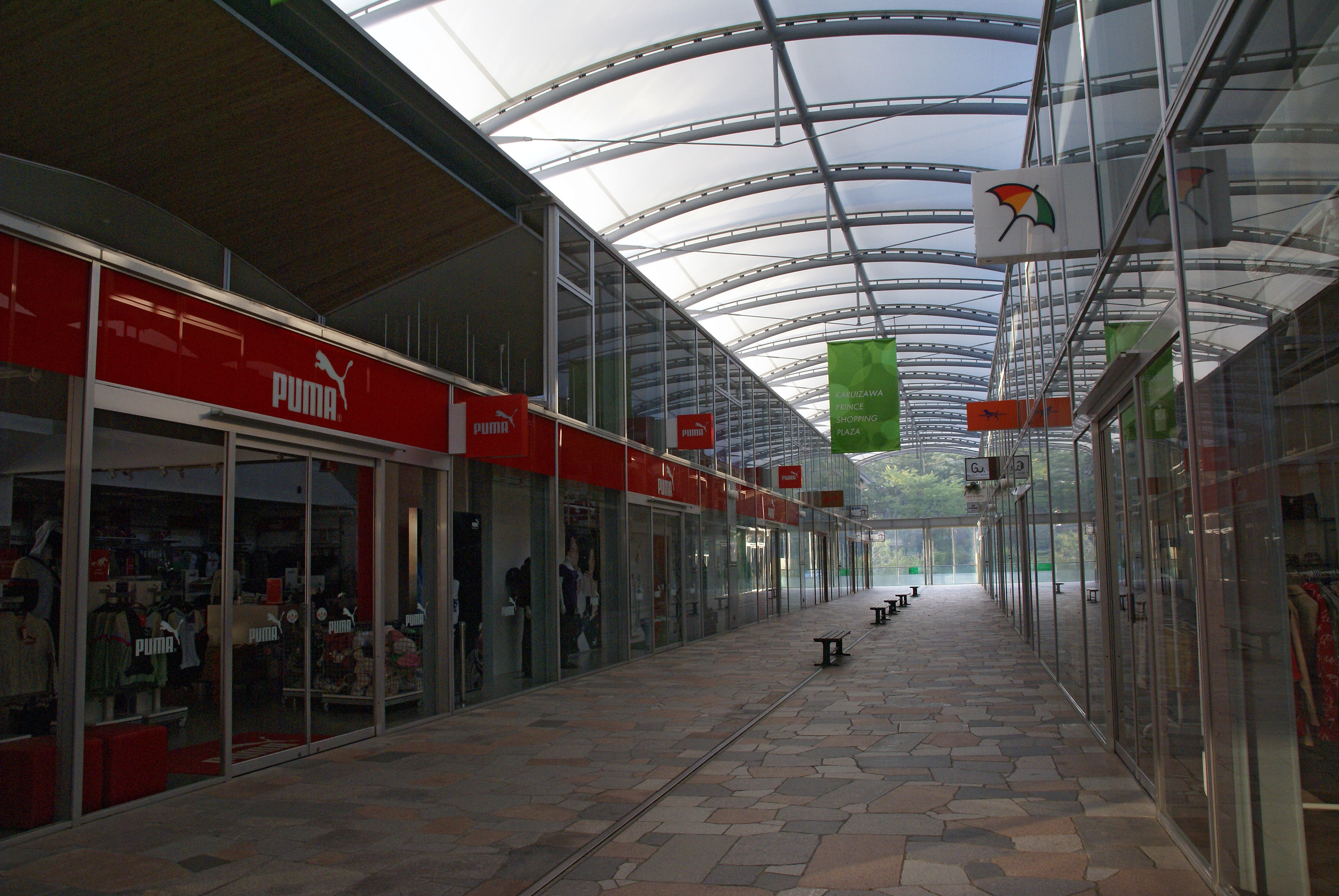
New East モール内の通路

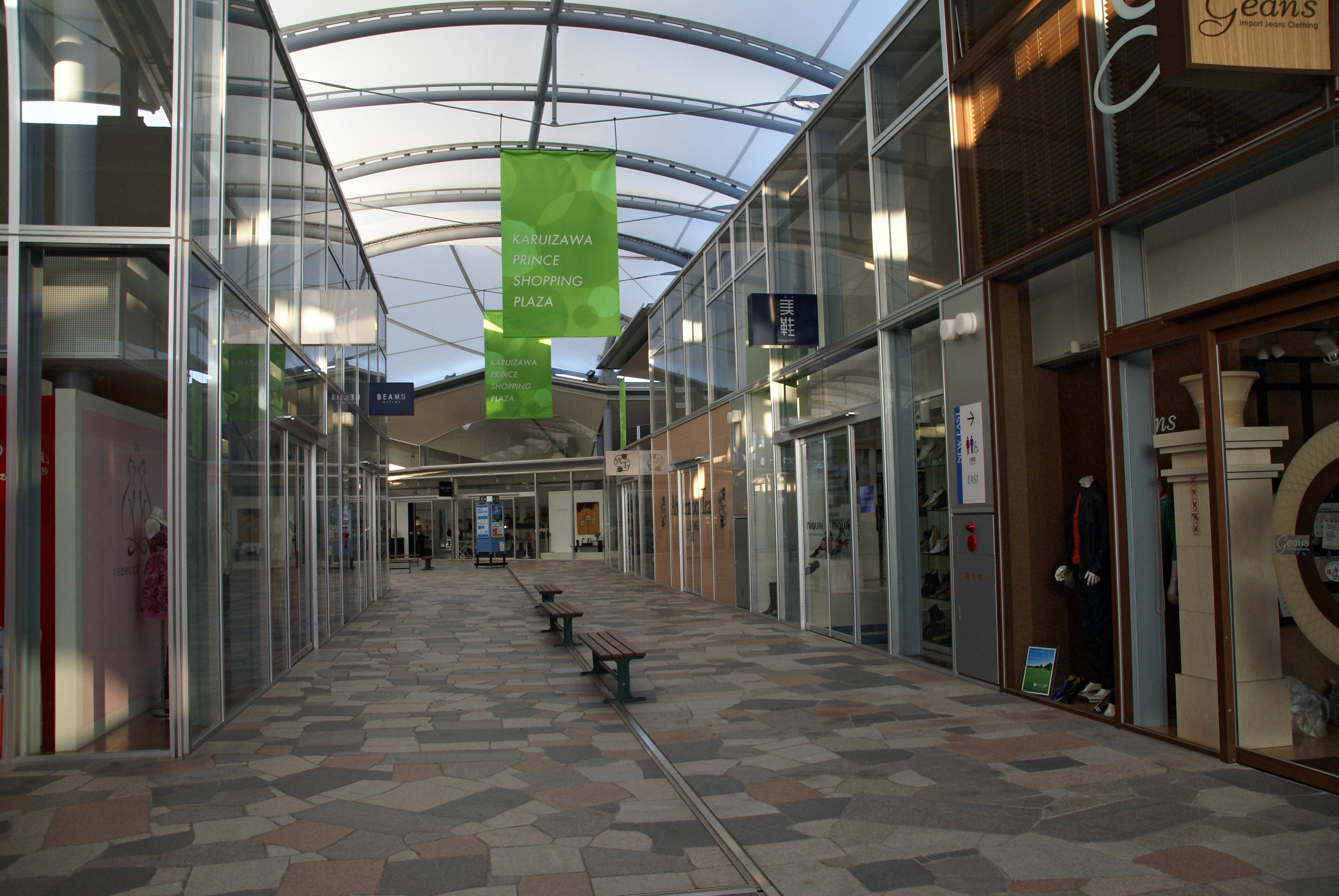
New East モール内の通路

- スポーツ&ゴルフD310（マンシングウエア/ルコック/デサント他）
- スターバックスコーヒー
- ア ベイシング エイプ パイレーツストア
- ステューシー
- セオリー アウトレット
- ギャップ アウトレット
- レゴストア
- CA4LA
- ACE
- ニューバランスファクトリーストア
- FREAK'S STORE
- ダックス
- ポール・スチュアート
- ポール・スミス
- オークリー
- ビームス アウトレット
- ホーキンス

### New East Garden Mall
- ブルガリ
- アルマーニ ファクトリーストア
- ダンヒル カンパニーストア
- クロエ
- ゼニア アウトレットストア
- ヒューゴ・ボス ファクトリーストア
- サルヴァトーレ・フェラガモ カンパニーストア
- トッズ
- レオナール
- ディフュジオーネ・テッシレ（マックスマーラ）
- コーチ・メンズ
- ラルフ・ローレン
- バーニーズ・ニューヨーク アウトレット
- ユナイテッドアローズ アウトレット
- トゥモローランド

### 軽井沢 味の街

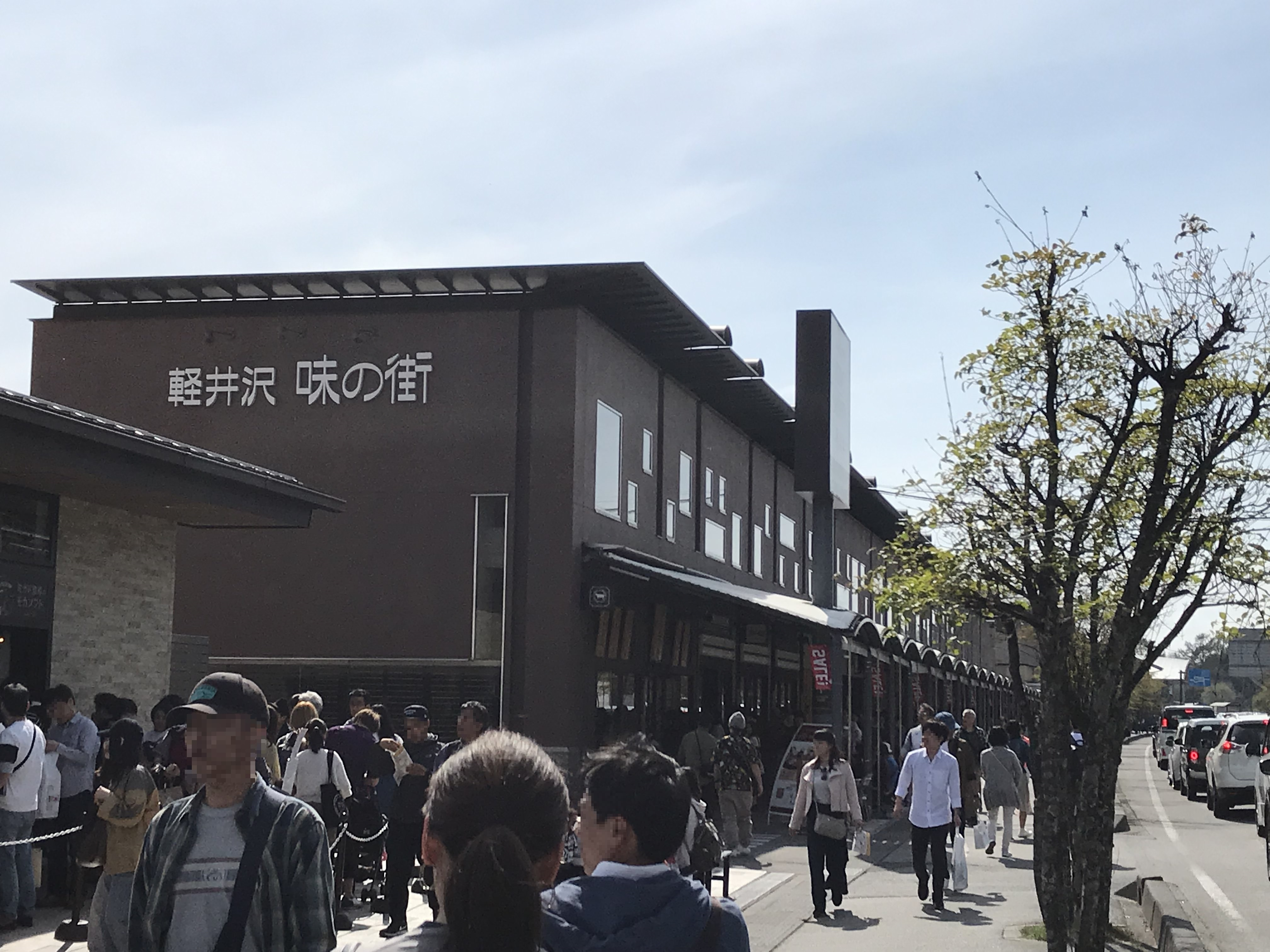
軽井沢 味の街

- 軽井沢高原コロッケと地ビールの店
- ミカドコーヒー
- わがまま餃子

### West
- ティファール アウトレットストア
- たち吉

### New West
- グッチ
- ハロッズ
- ナネットレポー
- アニエス・ベー

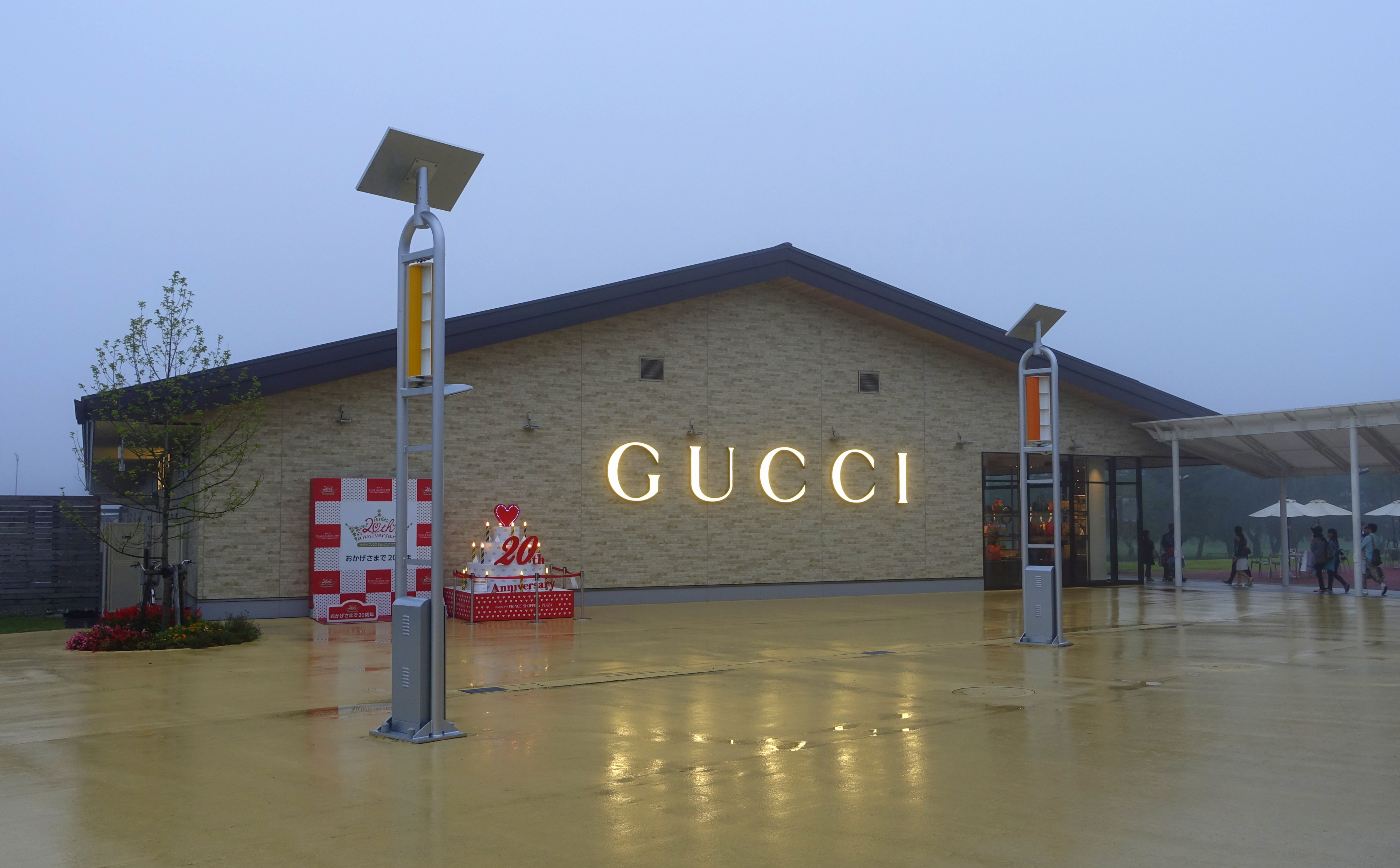
New West

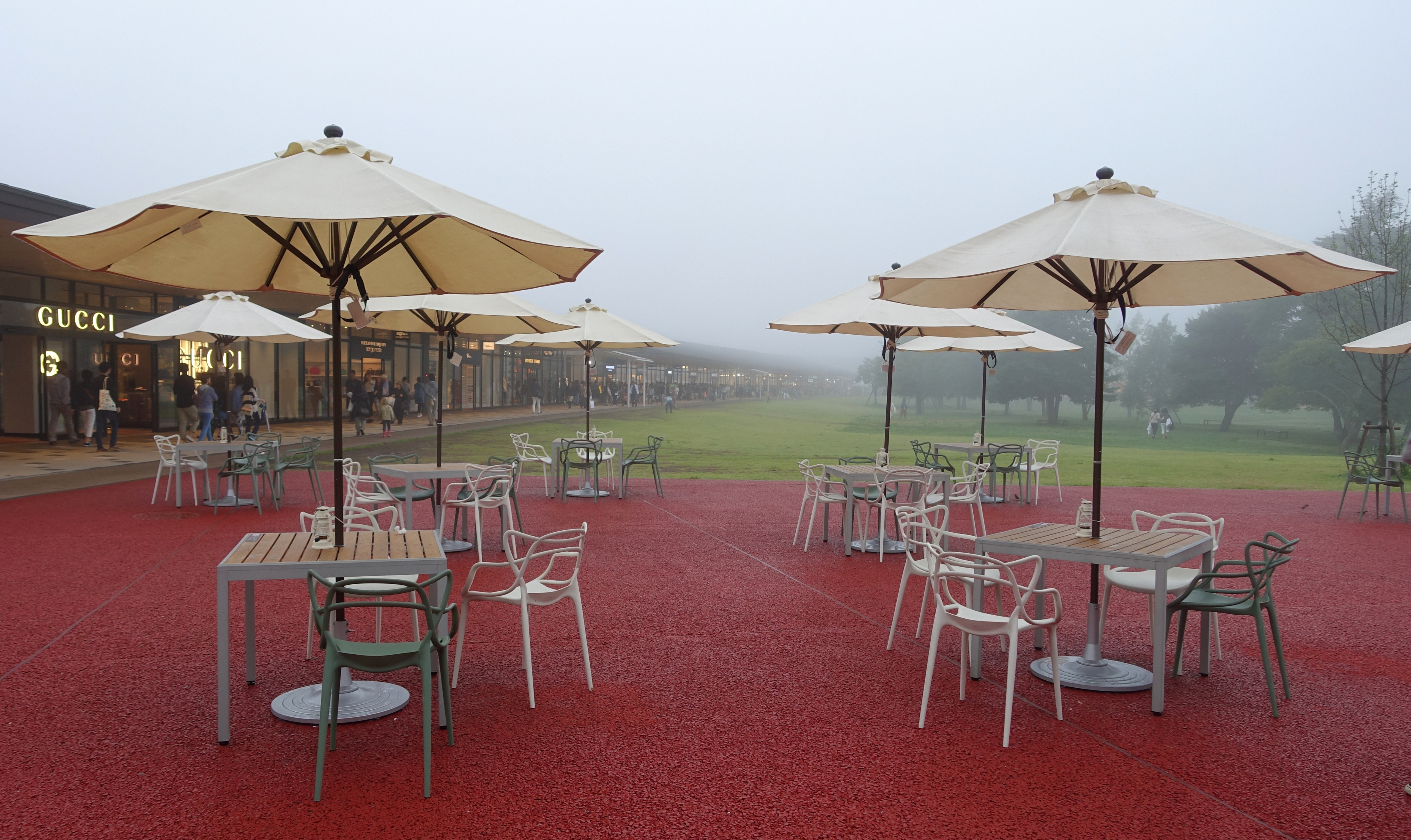
New West テラス席

- シュガーボックス アウトレット バイ サンヨー
- フォリフォリ カンパニーストア
- ロペ
- ナチュラルビューティーベーシック
- キャスキッドソン
- アニヤ・ハインドマーチ（en:Anya Hindmarch）
- ニューヨーカー
- フルラ（en:Furla）
- ジーショック アウトレット
- ル・クルーゼ
- レスポートサック／プリニオ ヴィソナ
- ジュンメン／ジャイロ
- ジーナシス アウトレット
- ローリーズファーム
- セシルマクビー アウトレット
- ブルックス・ブラザーズ ファクトリーストア
- トミーヒルフィガー アウトレット
- リーバイス アウトレット
- ラコステ アウトレット
- コーチ ファクトリーストア
- ネクストドア
- ラストコール
- サンクゼール ワイナリー
- アフタヌーンティーリビング
- サマンサタバサ ネクストページ
- ボッテガ・ヴェネタ
- ランバン コレクション
- ディーゼル アウトレット軽井沢
- ロイヤルコペンハーゲン アウトレット
- ケイト・スペード ニューヨーク
- ローラ・アシュレイ
- デリフランス

## アクセス

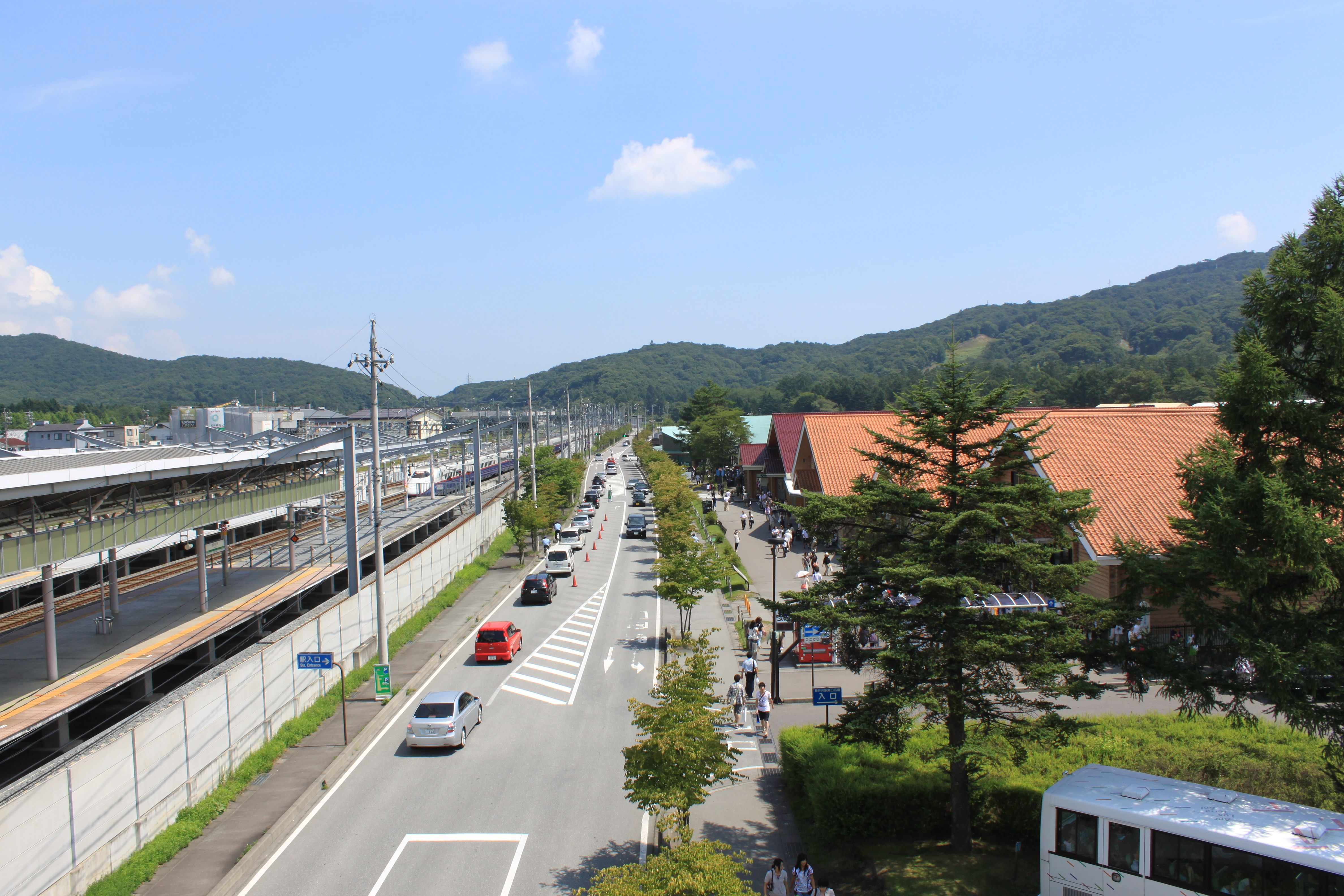
軽井沢駅から望む

- JR北陸新幹線・しなの鉄道線軽井沢駅南口を出てすぐ
- 上信越自動車道碓氷軽井沢ICより約10分
- 駐車場
  - イーストエリア：2251台収容
  - ウエストエリア：1216台収容
駐車料金：2時間まで無料、以後1時間ごとに100円、30,000円以上の買い物で終日無料[1]

## 売上高推移
出典
| 年   | 1995 | 1996 | 1997 | 1998 | 1999 | 2000 | 2001 | 2002 | 2003 | 2004 | 2005 | 2006 | 2007 | 2008 | 2009 | 2010 | 2011 | 2012 |
| ---- | ---- | ---- | ---- | ---- | ---- | ---- | ---- | ---- | ---- | ---- | ---- | ---- | ---- | ---- | ---- | ---- | ---- | ---- |
| 億円 | 12   | 16   | 53   | 64   | 120  | 165  | 240  | 240  | 240  | 285  | 300  | 315  | 315  | 325  | 332  | 324  | 352  | 349  |